# Лисицына, Эльвира Семёновна
Эльви́ра Семёновна Лиси́цына (9 января 1967, Ерошкино, Куженерский район, Марийская АССР, РСФСР, СССР) ― советская и российская актриса театра и кино, актриса озвучивания. Ведущая актриса Республиканского театра кукол Марийской АССР / Марийской ССР / Республики Марий Эл (с 1986 года). Народная артистка Республики Марий Эл (2009), заслуженная артистка Республики Марий Эл (2002). Неоднократный лауреат Национальной театральной премии имени Йывана Кырли (2005, 2009, 2015). За вклад в развитие театрального искусства и многолетнюю плодотворную деятельность награждена орденом «За заслуги перед Марий Эл» II степени (2022) и медалью ордена «За заслуги перед Марий Эл» (2017).

## Биография
Родилась 9 января 1967 года в д. Ерошкино ныне Куженерского района Республики Марий Эл.
Параллельно с работой в Республиканском театре кукол Марийской АССР окончила актёрский факультет Ленинградского института театра, музыки и кинематографии (ЛГИТМиК).
С 1986 года работает артистом-кукловодом в Республиканском театре кукол Марийской АССР / Республики Марий Эл. Её первой ролью в театре стала роль Ромки в спектакле «Зелёный великан» на марийском языке. Азы кукловождения познавала под руководством главного режиссёра театра Е. И. Ярденко и старших коллег-артистов. Ныне в её репертуаре более 60 ролей в детских спектаклях. В 2015 году исполнила роль Ольги Прозоровой в спектакле для взрослых «Прозоровы. Эпитафия» по пьесе А. П. Чехова «Три сестры».
Кроме работы в театре кукол известна и работой в телевизионном марийском сериале «Чоныштем илет» («С тобой и без тебя») (1997). Также с 2016 года она озвучивает цикл учебных мультфильмов «Марла ойлаш тунемына» («Изучаем марийский язык») для детей дошкольного и младшего школьного возраста в рамках проекта Республиканского центра марийской культуры.
В 2002 году стала заслуженной артисткой Республики Марий Эл, а в 2009 году — народной артисткой Республики Марий Эл. Неоднократно становилась лауреатом Национальной театральной премии имени Йывана Кырли.
В 2017 году её труд отмечен медалью ордена «За заслуги перед Марий Эл». В 2022 году за вклад в развитие театрального искусства и многолетнюю плодотворную деятельность награждена орденом «За заслуги перед Марий Эл» II степени.

## Основные роли
Список основных ролей Э. С. Лисицыной:
- «Айболит» — попугай Корудо
- «Ай да Мыцык» — мышонок Мыцык
- «Брат мой Каплик» ― Каплик
- «Гусёнок» ― Гусёнок
- «Дикие лебеди» ― Элиза, Фея
- «Золотой ключик» ― Буратино
- «Золотой цыплёнок» ― Лиса
- «Золушка» ― Жавотта
- «Как Артёмка мир спасал» ― Зорглаз
- «Колобок» ― Бабушка, Курица, Лисица
- «Кутко сÿан» («Муравьиная свадьба») ― Невеста
- «Машенька и медведь» ― Машенька
- «Морозко» ― Дашенька, Лиса
- «Озорница метелица» ― Ёлочка, Рябинка
- «Приключения поросенка Фунтика» ― обезьянка Бамбино
- «Про волка, козу и козлят» ― козлёнок Беня
- «Снежная королева» ― Ворона, Атаманша, Волшебница
- «Теремок» ― Мышка
- «Тили-бом» ― все герои
- «Три поросенка» ― Ниф-Ниф
- «Щелкунчик» ― Мама, Пискун
- «Йÿд орол» («Ночной караул») ― Одарня, Мама, Йÿд орол, вокал
- «Прозоровы. Эпитафия» ― Ольга

## Награды и звания
- Орден «За заслуги перед Марий Эл» II степени (2022)[8]
- Медаль ордена «За заслуги перед Марий Эл» (2017)[7]
- Национальная театральная премия имени Йывана Кырли (2005, 2009, 2015)[3][4]
- Директорская премия фестиваля «Йошкар-Ола театральная» (2016)[4][5]
- Почётная грамота Министерства культуры, печати и по делам национальностей Республики Марий Эл (2001, 2007)[4]
- Народная артистка Республики Марий Эл (2009)[3][4]
- Заслуженная артистка Республики Марий Эл (2002)[3][4]